# 3D Hubs
3D Hubs se llama «la red más grande del mundo de servicios de fabricación». La plataforma ofrece impresión 3D, manufactura  CNC, moldeo por inyección y opera una red global socios de fabricación.

## Compañía
La compañía fue fundada en abril de 2013 por Bram de Zwart y Brian Garret. Con oficinas principales en Ámsterdam, la compañía abrió su segunda oficina en Ciudad de Nueva York en agosto de 2014.
3D Hubs es una compañía privada respaldada por capitales de EQT Aventuras, Balderton y inversores holandeses DOEN y Zeeburg. La compañía obtuvo un capital de $4.5 millones en su ronda Series A de financiación en septiembre de 2014. Como parte del acuerdo financiero, Mark Evans, Socio General en Balderton Capital, se unió los dos fundadores en el consejo de la compañía. En julio de 2016 la compañía tuvo una nueva ronda de financiación Series B dirigido por EQT Aventuras, y parte del acuerdo financiero, Ted Persson, Socio de Diseño en EQT Ventures ingresó al consejo de la compañía.

## Informe de fabricación digital
La compañía publica un informe trimestral de fabricación digital cubriendo tendencias recientes en la industria de manufactura. El informe incluye índices de calidad de la impresión, popularidad de impresoras 3D, categorías de impresión, materiales más utilizados en CNC e impresión 3D, elecciones de color y demografías. El informe está basado en datos de 6000 proveedores internacionales activos que fabrican más de 200 000 partes cada trimestre.